# ブラック・スペーズ

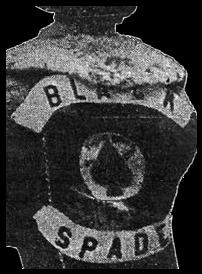

ブラック・スペーズ(Black Spades)は、ニューヨークで活動していたアフリカ系アメリカ人ストリート・ギャング。

## 概要
ギャングは1968年にブロンクスのサウンドビュー地区にあるブロンクス・デールハウスで「サベージ・セブン」として誕生した。ギャングが成長するにつれ、ブラック・スペーズと改名した。
ブラック・スペードが正式に結成されたのは、サウンドビューのモリソン・アベニューにあるジュニア・ハイスクール123だった。当初は10代のストリート組織だったが、5パーセント・ネーションやマルコムX、ネーション・オブ・イスラムの教えを守りブラック・パンサー党やウェザー・アンダーグラウンド・オーガニゼーションの影響を受けた。ネイション・オブ・イスラムのメンバーである初代リーダーのデビッド・ブロキントンの指導のもと、人種差別や偏見に対抗するために組織された。第1世代のブラック・スペードはブロンクス・デールハウスを犯罪やドラッグ・ディーラー、ヘロイン中毒者の増加から守り、取り締まっていた。
ギャングは瞬く間に近隣の住宅地（モンロー・ハウス、サウンドビュー・ハウス、ブロンクス・リバー・ハウス）やブロンクス全域に広がり、ギャングの生活に音楽サブカルチャーが生まれた。ブラック・スペーズは、ホー・アベニューのピース・ミーティングにも参加していた。ブラック・スペードには、クラソンポイントの住宅やI.S.131中学校で始まった女性部門も存在した。
1970年代初頭、ブラック・スペーズは人数が増え、メンバーは本来の目的を見失い始めた。ブラック・スペーズと若いメンバー（ヤング・スペード／ベイビー・スペード）は暴力的になり、他の部門も野放しになっていた。デヴィッド・ブロキントンは、このような方向性を嫌って会長を辞任。その後、モンクが新たにブラック・スペードの最高責任者となり、本格的なストリート・ギャングとなった。1980年代から90年代以降ブラック・スペーズの影響力は徐々に低下し、ブラッズなどに勢力を奪われた。

## 文化
LAスタイルのクリップスやブラッズと異なり、黒人政治組織の戦闘服やバイカーに影響を受け、ギャング・パッチがついたデニム・ベストなどを着用していた(サヴェージ・スカル、ゲットー・ブラザーズなど同世代の他のギャング団も同じ様式だった)。
アフリカ・バンバータは、有名なヒップホップDJになる前は、ブラック・スペーズの幹部だった。彼は1973年11月12日にズール・ネイションを結成し、何人かのメンバーが彼に続いた。ヒップホップ音楽の初期のパイオニアであるクールDJハークは、ブラック・スペードを含むギャングがヒップホップ・シーンをスタートさせたと考えている。